# Wausau, Florida
Wausau är en kommun (town) i Washington County i Florida. Vid 2010 års folkräkning hade Wausau 383 invånare.